# Кристиан фон Зайн-Витгенщайн-Зайн
Кристиан фон Зайн-Витгенщайн-Зайн (на немски: Christian von Sayn-Wittgenstein-Sayn; * 1 септември 1621; † 29 октомври 1675 във Виена) е граф на Зайн-Витгенщайн-Зайн-Зайн-Киршгартхаузен/Зандхофен до Манхайм.
Той е най-малкият син на граф Вилхелм II фон Зайн-Витгенщайн-Хахенбург (1569 – 1623) и втората му съпруга графиня Анна Отилия фон Насау-Вайлбург-Саарбрюкен (1582 – 1635), дъщеря на граф Албрехт фон Насау-Вайлбург (1537 – 1593) и графиня Анна фон Насау-Диленбург (1541 – 1616).
По-големият му брат Лудвиг Алберт (1617 – 1664) е граф на Зайн-Витгенщайн-Ноймаген, а по-големият му полубрат Ернст (1594 – 1632) е граф на Зайн-Витгенщайн-Зайн.
Кристиан наследява Киршгартхаузен. Кристиан фон Зайн-Витгенщайн-Зайн умира на 29 октомври 1675 г. във Виена на 54 години и е погребан в Алтенкирхен, на остров Рюген в Мекленбург-Западна Померания.

## Фамилия
Кристиан фон Сайн-Витгенщайн-Сайн се жени на 25 декември 1646 г. в Диленбург за принцеса Анна Амалия фон Насау-Диленбург (* 1 ноември 1616, Байлщайн; † 6 юли 1649, Алтенкирхен), вдовица на граф Филип Лудвиг II фон Вид († 16 октомври 1638), дъщеря на княз Лудвиг Хайнрих фон Насау-Диленбург (1594 – 1662) и графиня Катарина фон Зайн-Витгенщайн (1588 – 1651), дъщеря на дядо му граф Лудвиг фон Зайн-Витгенщайн. Бракът е бездетен.
Кристиан фон Сайн-Витгенщайн-Сайн се жени втори път на 25 февруари 1651 г. в Офенбах за графиня Филипина фон Изенбург-Бюдинген-Бирщайн (* 30 септември 1618; † 24 октомври 1655), дъщеря на граф Волфганг Хайнрих фон Изенбург-Бюдинген (1588 – 1638) и графиня Мария Магдалена фон Насау-Висбаден-Идщайн (1592 – 1654). Те имат шест деца:
- Кристиан фон Зайн-Витгенщайн (* ок. 1651; † умира млад)
- Анна Катарина фон Зайн-Витгенщайн (* 13 декември 1652; † 28 септември 1679), канонеса в Торн
- Кристиан фон Зайн-Витгенщайн (* ок. 1653; † сл. 1679)
- Анна Магдалена фон Зайн-Витгенщайн (* 29 май 1654; † 11 юни 1705), канонеса в Херфорд
- Карл Лудвиг фон Зайн-Витгенщайн-Зайн (* ок. 1655; † 21 октомври 1699), граф на Зайн-Витгенщайн-Зайн, господар на Киршгартхаузен, командир на Франкентал, женен 1683 г. за Анна Мета фон Брокдорф († 6 януари 1718)
- Филипина Елизабет фон Зайн-Витгенщайн (* 1 декември 1655; † сл. 1679)